# Kristen Nuss
Kristen Nuss (16 de diciembre de 1997) es una deportista estadounidense que compite en voleibol, en la modalidad de playa. Ganó una medalla de bronce en el Campeonato Mundial de Vóley Playa de 2023, en el torneo femenino.

## Palmarés internacional
| Campeonato Mundial | Campeonato Mundial | Campeonato Mundial | Campeonato Mundial |
| Año                | Lugar              | Medalla            | Pareja             |
| ------------------ | ------------------ | ------------------ | ------------------ |
| 2023               | Tlaxcala (México)  | Medalla de bronce  | Taryn Kloth        |